# Limpido
Limpido è un brano musicale della cantante italiana Laura Pausini eseguito in duetto con la cantante australiana Kylie Minogue in lingua italo-inglese. È il primo singolo che anticipa l'uscita dell'album 20 - The Greatest Hits, trasmesso in radio dal 10 settembre 2013.

## Il brano
La musica è composta da Laura Pausini; il testo è scritto da Laura Pausini e Virginio; l'adattamento spagnolo è di Ignacio Ballesteros.
La canzone in lingua italiana viene estratta come 1° singolo in Italia, Francia, Svizzera, resto d'Europa, Brasile e Australia.
La canzone viene tradotta in lingua spagnola con il titolo Limpio, sempre in duetto con Kylie Minogue in due versioni: Spanglish Version e Spanish Version. La Spanish Version viene estratta come primo singolo in Spagna il 10 settembre 2013 e la Spanglish Version in America Latina il 30 settembre 2013. Entrambe le versioni vengono pubblicate nell'album 20 – Grandes Exitos pubblicato in Spagna mentre nell'album 20 – Grandes Exitos pubblicato in America Latina viene inserito solo il duetto in Spanglish Version.
Limpido e Limpio sono inoltre disponibili in versione solista in lingua italiana e in lingua spagnola. La versione italiana viene pubblicata nell'album 20 - The Greatest Hits, mentre la versione spagnola nell'album 20 – Grandes Exitos pubblicato in America Latina.
Tutte le edizioni del brano sono raccolte nel Limpido Maxi Single - Limited Edition, un vinile 33 giri in 1000 copie pubblicato il 22 ottobre 2013. La grafica della cover è curata da Laura Pausini, Wayne Maser, Federica Bonfanti, Laura Battista.
Il brano fin dalle prime note si presenta ricco di nuove sonorità e perfettamente inserito nell'attuale panorama musicale internazionale. Il primo verso della canzone Forse noi non siamo fatti per cambiare, forse noi non cambieremo mai chiarisce uno degli elementi più radicati nella carriera artistica della cantante che pur crescendo nel suo essere donna e artista, pur accrescendo il suo gusto musicale e conquistando riconoscimenti internazionali è sempre rimasta fedele a se stessa. Secondo l'artista ognuno di noi deve avere il diritto di vivere e lo deve fare nella maniera più limpida per se stesso.
Il brano viene presentato dal vivo in versione strumentale per la prima volta il 17 novembre 2013 durante il programma televisivo Che tempo che fa in onda in prima serata su Rai 3.

## Il video
Il videoclip (in lingua italiana-inglese, in lingua italiana solista, in lingua spagnola e in lingua spagnola-inglese) è stato diretto dal regista Gaetano Morbioli e girato a settembre 2013 a Roma. I protagonisti del videoclip sono le cantanti Laura Pausini e Kylie Minogue e il ballerino Cristian Ciccone. Il video inizia con Laura Pausini con lunghe ciglia che solleva un velo adornato con dei gioielli. Dopo si alternano immagini con Laura Pausini che indossa un abito bianco mentre sta cantando e suonando la chitarra, Kylie Minogue che indossa un abito di pizzo nero mentre sta cantando, un danzatore africano con trecce di corda che sta ballando su una superficie sabbiosa e le due cantanti che immergono la propria faccia in una vasca con acqua ricoperta da glitter.
I primi 30 secondi del videoclip duetto in lingua italiana-inglese vengono trasmessi in anteprima il 4 ottobre 2013 sul TG1 di Rai 1; il videoclip completo viene reso disponibile il giorno seguente sul canale YouTube della Warner Music Italy. Viene realizzato anche il Making of the video di Limpido duetto e reso disponibile sul sito internet del quotidiano Corriere della Sera il 5 ottobre 2013. Il 16 ottobre 2013 vengono inoltre resi disponibili i videoclip Limpido (Solo Version), Limpio (Spanish Version) e Limpio (Spanglish Version) sul canale YouTube della Warner Music Italy.
Il 9 febbraio 2015 viene reso disponibile sul canale YouTube della Warner Music Italy un inedito videoclip di una versione di Limpido ma incisa e interpretata in versione solista da Laura Pausini in lingua italo-inglese con il titolo Radiant (Limpido). Tale versione, inizialmente registra per l'album, è stata scartata per dare priorità alla versione italo-inglese con Kylie Minogue; rimarrà una rarità in regalo per i fan perché non verrà mai pubblicata e venduta al pubblico.
Nel 2015 il videoclip di Limpio (Spanish Version) viene inserito nel DVD della versione 20 - Grandes Exitos - Spanish Deluxe pubblicata in Spagna.

## Tracce
33 giri 5053105982219 - Limpido Maxi Single - Limited Edition
Warner Music Italia
Lato A
1. Limpido (Italian-English Duo Version) (con Kylie Minogue)
2. Limpio (Spanglish Duo Version) (con Kylie Minogue)
3. Limpio (Spanish Duo Version) (con Kylie Minogue)

Lato B
1. Limpido  (Italian Solo Version)
2. Limpio (Spanish Solo Version)

CDS - Promo Warner Music Italia
1. Limpido (con Kylie Minogue)

CDS - Promo Warner Music Belgio
1. Limpido (con Kylie Minogue)

CDS - Promo Warner Music Finlandia
1. Limpido (con Kylie Minogue)

CDS - Promo Warner Music Danimarca
1. Limpido (con Kylie Minogue)

CDS - Promo Warner Music Francia
1. Limpido (con Kylie Minogue)

CDS - Promo Warner Music Spagna
1. Limpio (Spanish Version) (con Kylie Minogue)

CDS - Promo Warner Music America Latina
1. Limpio (Spanglish Version) (con Kylie Minogue)

33 giri - Promo Warner Music Messico
1. Limpio (Spanglish Version) (con Kylie Minogue)

Download digitale
1. Limpido (Italian-English Duo Version) (con Kylie Minogue)
2. Limpido  (Italian Solo Version)
3. Limpio (Spanish Duo Version) (con Kylie Minogue)
4. Limpio (Spanglish Duo Version) (con Kylie Minogue)
5. Limpio (Spanish Solo Version)

## Pubblicazioni
Limpio (Spanish Solo Version) viene inserita nella compilation Ñ - El disco del año 2013 del 2013 pubblicata in Spagna e in una versione Live (Medley Acustico video) nel DVD di Fatti sentire ancora/Hazte sentir más del 2018.

## Nomination
Con Limpido Laura Pausini, riceve a gennaio 2014 due nomination ai Rockol Awards 2013 nelle categorie Miglior singolo italiano e Miglior video italiano e a febbraio 2014 due nomination ai World Music Awards 2014 nelle categorie Miglior canzone e Miglior video.

## Classifiche

### Classifiche settimanali
| Classifica (2013)              | Posizione massima |
| ------------------------------ | ----------------- |
| Belgio (Vallonia)              | 68                |
| Cile                           | 43                |
| Italia                         | 1                 |
| Italia (airplay)               | 6                 |
| Italia (airplay italiane)      | 3                 |
| Italia (airplay TV - passaggi) | 3                 |
| Spagna                         | 22                |
| Svizzera                       | 66                |

### Classifiche di fine anno
| Classifica (2013) | Posizione |
| ----------------- | --------- |
| Italia            | 88        |